# Willgottheim
Willgottheim é uma comuna francesa na região administrativa de Grande Leste, no departamento Baixo Reno. Estende-se por uma área de 8,99 km². Em 2010 a comuna tinha 1 113 habitantes (densidade: 123,8 hab./km²).